# Stardust (Willie Nelson-album)
Az 1978-as Stardust Willie Nelson nagylemeze. Nelson döntése, hogy ismert dalokat vegyen fel, vitákat eredményeztek. Ennek ellenére a kritikusok dicsérték, kereskedelmileg is sikeres volt. Megjelenésétől fogva egészen 1988-ig a Billboard Country Albums listán maradt. Új-Zélandon hat hétig vezette az albumlistát. Világszerte több mint tízmillió példányban kelt el.
2003-ban a 257. helyre került a Rolling Stone magazin Minden idők 500 legjobb albuma listáján. Szerepel az 1001 lemez, amit hallanod kell, mielőtt meghalsz című könyvben.

## Az album dalai
|     | Cím                             | Szerző(k)                         | Hossz |
| --- | ------------------------------- | --------------------------------- | ----- |
| 1.  | Stardust                        | Hoagy Carmichael, Mitchell Parish | 3:53  |
| 2.  | Georgia on My Mind              | Carmichael, Stuart Gorrell        | 4:20  |
| 3.  | Blue Skies                      | Irving Berlin                     | 3:34  |
| 4.  | All of Me                       | Seymour Simons, Gerald Marks      | 3:54  |
| 5.  | Unchained Melody                | Hy Zaret, Alex North              | 3:50  |
| 6.  | September Song                  | Kurt Weill, Maxwell Anderson      | 4:35  |
| 7.  | On the Sunny Side of the Street | Dorothy Fields, Jimmy McHugh      | 2:36  |
| 8.  | Moonlight in Vermont            | John Blackburn, Karl Suessdorf    | 3:25  |
| 9.  | Don't Get Around Much Anymore   | Duke Ellington, Bob Russell       | 2:33  |
| 10. | Someone to Watch Over Me        | George Gershwin, Ira Gershwin     | 4:03  |

## Helyezések
| Lista                    | Helyezés |
| ------------------------ | -------- |
| Billboard Country Albums | 1        |
| Billboard 200            | 30       |
| RPM Country Albums       | 1        |
| RPM Top Albums           | 28       |
| Új-zélandi albumlista    | 1        |
| Ausztrál albumlista      | 5        |

## Közreműködők
- Willie Nelson – ének, gitár
- Bobbie Nelson – zongora
- Paul English – dob
- Rex Ludwick – dob
- Jody Payne – gitár
- Bee Spears – basszusgitár
- Chris Ethridge – basszusgitár
- Mickey Raphael – szájharmonika
- Booker T. Jones – orgona, zongora

## Fordítás
Ez a szócikk részben vagy egészben a Stardust (album) című angol Wikipédia-szócikk ezen változatának fordításán alapul.  Az eredeti cikk szerkesztőit annak laptörténete sorolja fel. Ez a jelzés csupán a megfogalmazás eredetét és a szerzői jogokat jelzi, nem szolgál a cikkben szereplő információk forrásmegjelöléseként.